# ياسين ناصر
ياسين ناصر (بالهولندية: Yassin Nasser)‏ هو لاعب كرة قدم هولندي، ولد في 25 فبراير 2000 في Veghel ‏ في هولندا. لعب مع نادي أوترخت.